# دریای یونان
دریای ایونی یا دریای یونان (به انگلیسی: Ionian Sea) دریایی است که در کنار دریای مدیترانه قرار دارد و از شمال به دریای آدریاتیک، از باختر به شبه‌جزیرهٔ ایتالیا و جزیرهٔ سیسیل، از خاور به کشور یونان و از جنوب به دریای مدیترانه متصل است. بسیاری از جزایر یونان در این دریا قرار دارد که زمین‌لرزه‌های زیادی در آن‌ها اتفاق می‌افتد.

## مناطق مهم
- بندر تارانتو
- بندر کاتانیا